# Гурвич, Юрий Давыдович
Юрий Давыдович (Давидович) Гурвич (25 августа 1929—2004) — советский футболист, полузащитник, тренер.
Москвич.Играл за команду города Калинина (1950—1952) и «Торпедо» Горький (1953—1956). В чемпионате СССР в 1952 и 1954 годах провёл 15 матчей. В переигровке финала Кубка СССР 1951 года вышел на замену на 28-й минуте, в дополнительное время не играл из-за травмы, оставив команду вдесятером.
Работал тренером в команде города Белая Калитва (1959), «Металлисте»/«Ковровце» Ковров (1963, 1966—1969), «Химик» Салават.